# 布羅鎮區 (北達科他州本森縣)
布羅鎮區（英語：Broe Township）是位於美國北達科他州本森縣的一個鎮區。

## 地方資料
布羅鎮區的面積為93.35平方千米，當中陸地面積為91.94平方千米，而水域面積為1.41平方千米。根據2010年美國人口普查的數據，當地共有人口35人，而人口密度為每平方千米0.37人。